# Actinolita
L'actinolita és un silicat del grup dels amfíbols que conté magnesi, calci i ferro. Del grec "Aktis" = raig i "Lithos" = pedra, en al·lusió als hàbits radials dels seus cristalls. Va ser descoberta el 1794. Pertany al grup tremolita-actinolita, i al subgrup dels amfíbols càlcics.

## Propietats
Els cristalls que forma són generalment aciculars i s'agrupen formant fibres, de vegades de cristalls extremadament fins (asbests). Aquest mineral es fon fàcilment, sobretot quan són petits fragments. Forma una sèrie isomorfa amb la tremolita i la ferroactinolita. És un mineral d'interès científic i pels col·leccionistes.
El mineral antigament anomenat uralita, emprat sovint en la preparació de fibrociment, és un producte de l'alteració del piroxè primari amb una mescla composta en gran part d'actinolita. Els cossos de roca metamorfosada, anomenats epidiorites, contenen una quantitat considerable d'aquesta alteració uralítica.

## Formació i jaciments
Es forma en roques metamòrfiques bàsiques de la fàcies dels esquistos verds i de part de les amfibolites. També pot generar-se per alteració de piroxens en roques gàbriques. Finalment també la podem trobar en marbres i pissarres. Es troba en roques metamòrfiques (per exemple esquistos acompanyant a talc i clorita).
Alguns dels jaciments on s'han trobat són: Zillertal (Àustria) o Lugo (Espanya). Als territoris de parla catalana se n'ha trobat actinolita a la província de Barcelona: a la mina de coure de l'antic municipi de Sant Gervasi de Cassoles (Barcelona) i a les pedreres de Gualba (Vallès Oriental); a la província de Girona a la mina Can Llebó (Sant Martí Sacalm, Selva) i a la mina Roca del Turó (Espinavell, Ripollès); a la província de Lleida se'n troba a la mina Victòria (Arres, Vall d'Aran), a la mina Margalida (Bossòst, Vall d'Aran) i a Casterner de les Olles (Tremp, Pallars Jussà); a la província de Tarragona se n'ha trobat a Vimbodí (Conca de Barberà), a la mina Serrana (El Molar, Priorat) i a la mina Bessó (Ulldemolins, Priorat); al País Valencià trobem actinolita a la pedrera San Anton (Oriola, Baix Segura), a la pedrera Los Arenales (Toràs, Alt Palància) i a la pedrera Tozal Negro (Barxeta, Costera); i a la Catalunya Nord es troba actinolita a la Fossa del Gegant (Fontpédrouse), al massís del Canigó, a Costa de Sant-Jaume i al Pic Barbet (Taurinya), a les mines de Costabona (Prats de Molló-la Presta) i a Roca Gelera (Reynes).